# Erwin Albert Schmid
Erwin Albert Schmid (* 1. November 1895 in Weingarten; † 15. Juni 1962 in Pullach), genannt „Altmühl-Schmid“, war ein deutscher Maler des 20. Jahrhunderts.

## Leben
Er studierte bei Karl Wahler an der Kunstgewerbeschule München, an der er später Fachlehrer für angewandte Kunst wurde. Er war Mitglied der Münchner Künstlergenossenschaft und Secession und stellte vorwiegend auf der „Großen Münchener Kunstausstellung“ im Haus der Kunst aus, letztmals 1961; erstmals beschickte er mit einem Werk 1931 die Eichstätter Kunstausstellung „Eichstätt und das schöne Altmühltal“. In den 30 Jahren seines Schaffens war er auf insgesamt 65 Kunstausstellungen vertreten, davon einer eigenen in Eichstätt 1955. Werke von ihm, zumeist in Spachtel- und Pinseltechnik auf Leinwand oder Holz geschaffen, sind heute u. a. im Besitz des Bayerischen Staates und der Stadt Eichstätt. Zu seinem Beinamen „Altmühl-Schmid“ in Münchner Künstlerkreisen kam er, weil er fast jedes Jahr im Verein einer „Malergilde“ u. a. mit den Münchner bzw. Nürnberger Künstlern Robert Engels, Adolf Jutz, Hans Frey, Hermann Trölsch, Otto Miller-Diflo, Konrad Pfau, Alex Weise, Max Körner, Karl Dotzauer und Hermann Gradl in Eichstätt und Umgebung malte; in seinem Werkverzeichnis machen diese Bilder mit 165 nahezu die Hälfte aus.
Sein Grab befindet sich auf dem Friedhof von Pullach, seiner Wahlheimat.

## Werke (Auswahl)
- Seelandschaft, Öl
- Jesuiten-Kirche in Eichstätt, 1931
- Klosterstadele bei Eichstätt, 1933
- Hügelige Frühlingslandschaft mit Teich, Öl, 1942
- Vorfrühling auf dem [Eichstätter] Frauenberg, 1942
- Jägerhäuser bei Eichstätt I, 1943
- Willibaldsburg im Frühling, 1944
- Herbststrauß, 1944
- Die Brücke bei der Aumühle, zwei Fassungen, 2. Fassung 1944
- Blick vom [Eichstätter] Thingplatz gegen Rebdorf, 1946
- Eichstätt, Gesamtbild, 1947
- Marienstein, 1947
- Heilig-Geist-Spital, 1947
- Gartenhaus Schuster, 1947
- Eichstätt, Gesamtbild mit der Tanne, 1947
- Willibaldsburg, 1947
- Der Inselfischer, 1948
- Der Steinbruch [der Stadt Eichstätt], 1950
- Häuser im Steinbruch, 1950, 1956
- Maria-Hilf-Kapelle von rückwärts, 1952
- Das neue Haus, Eichstätt 1955
- Pfünz im Jura, Öl, 1958
- Aus Eichstätt, Öl, 1959
- Zierermühle mit Langholz, 1959
- Jurafelsen am Abend, Öl, 1960
- Bahngeleise mit Jurastadel in Eichstätt, Öl, 1961
- Am Bahndamm, Öl, 1961
- Aumühle Eichstätt (unvollendet), Öl, 1961